# Schreufa
Schreufa  ist ein Stadtteil von Frankenberg (Eder) im nordhessischen Landkreis Waldeck-Frankenberg.

## Geografische Lage

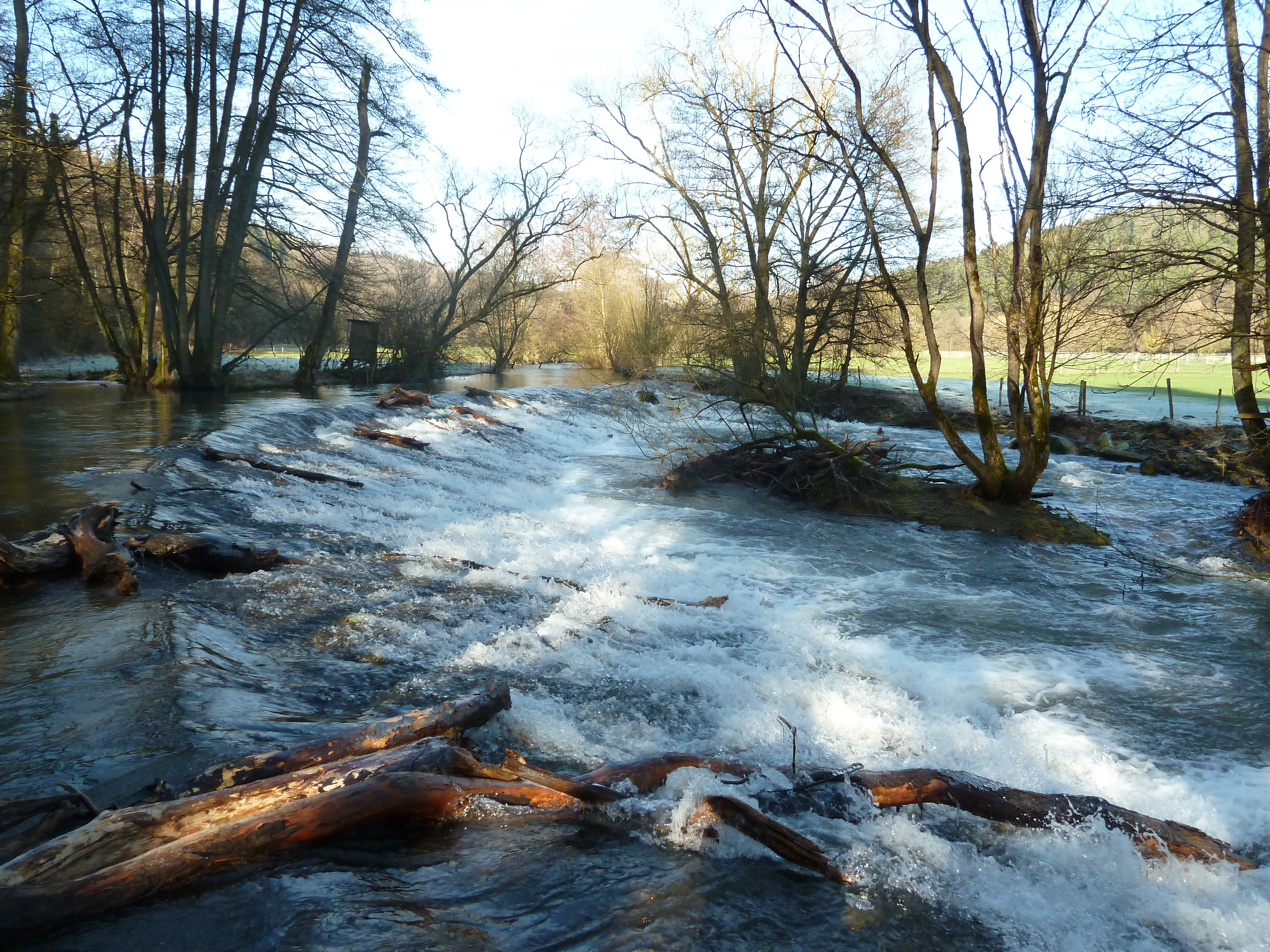
Wehr beim Fluss Nuhne in Schreufa

Schreufa liegt an der Nuhne, in die am nordwestlichen Ortsrand die Nienze einmündet. Unterhalb von Schreufa, am südöstlichen Ortsrand, mündet die Nuhne in die Eder. Zwischen etwa 1590 und etwa 1820 wurde bei Schreufa Kupfermergel abgebaut, vornehmlich wegen dessen Silbergehaltes. Der Ort etwa 3 km nördlich der Kernstadt Frankenberg.

## Geschichte

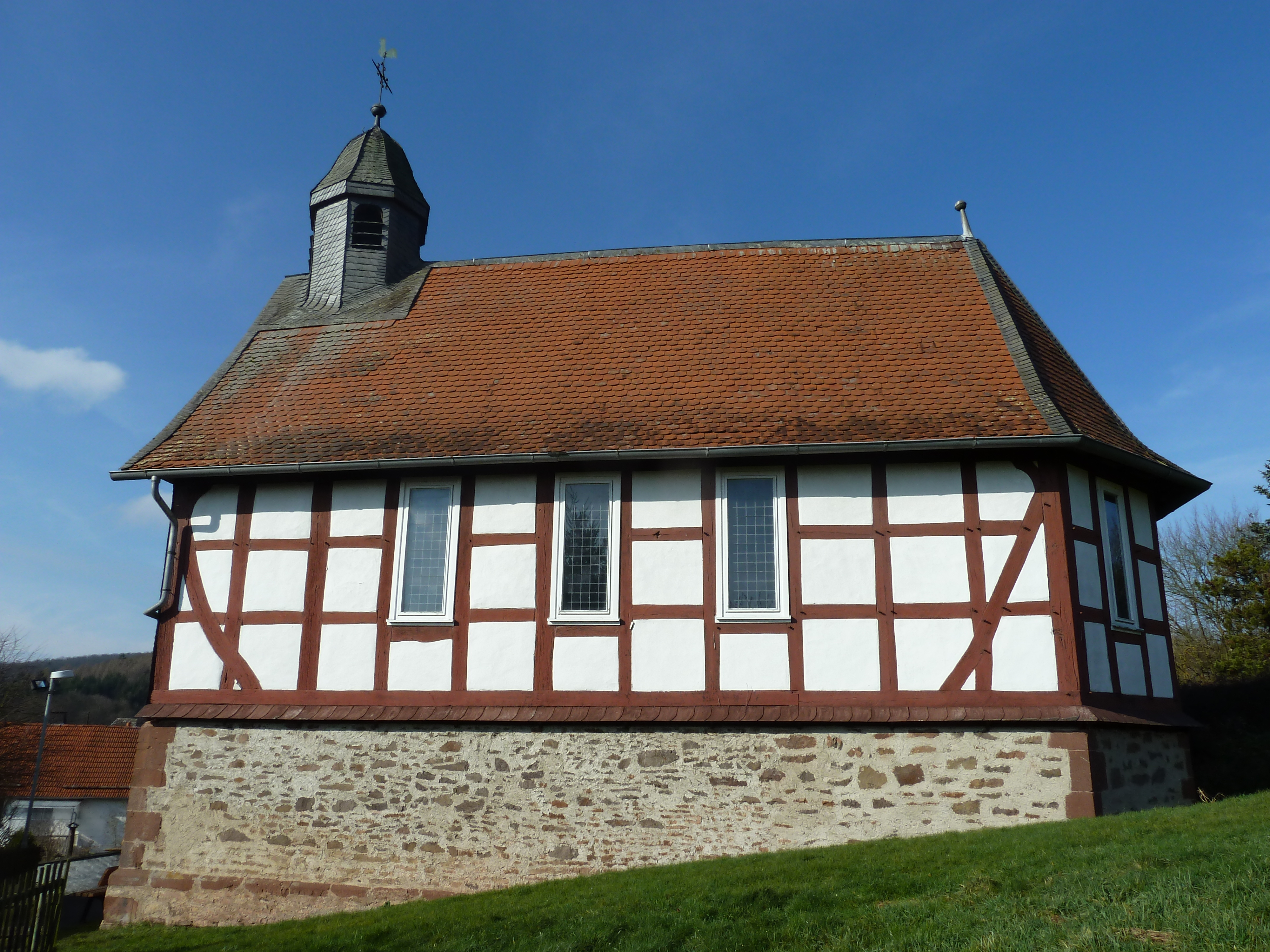
Fachwerkkirche von Schreufa (1690)

Die älteste bekannte schriftliche Erwähnung von Schreufa erfolgte im Jahr 850 unter dem Namen Scroufi in einer Urkunde des Klosters Fulda. Weitere Erwähnung findet der Ort im Jahr 1016 und in einer Schenkungsurkunde aus dem Jahr 1107, als ein Graf Kunimund verschiedene Besitzungen, unter anderem bei Schreufa, der Reichsabtei Hersfeld schenkte. Ursprünglich bestanden zwei Ortschaften, nämlich Ober- und Niederschreufa. 1576 wurde Niederschreufa zu einer Wüstung, als die letzten dortigen Bewohner nach Oberschreufa zogen. Oberhalb von Niederschreufa befand sich einst der Nuhnehof der Herren von Nona.
Kirchlich war Schreufa ursprünglich ein Filial von Geismar, danach von Viermünden, wo die Familie von Dersch Lehensbesitz hatte, so dass Schreufa zur Zeit der Reformation und auch noch im 17. Jahrhundert vom häufigen Konfessionswechsel der Familie Dersch und deren Willkür betroffen war, wenngleich den Dersch das Patronatsrecht in Schreufa auch versagt blieb. Aufgrund eines Rechtsstreits trat die Mehrzahl der Schreufaer Hausväter 1685 zur reformierten Religion über. 1690 erbaute die reformierte Gemeinde als Filialgemeinde von Frankenberg die heute noch erhaltene Kirche in Schreufa, während die zahlenmäßig geringeren Lutheraner die alte Butzkirche zwischen Schreufa und Sachsenberg (abgerissen 1817) zugesprochen bekamen.
Wenige Kilometer nördlich von Schreufa im Tal der Nuhne stiftete Konrad von Itter im Jahre 1242 das Nonnenkloster Butzebach, in einem abgelegenen Waldstück, dem sogenannten „Butzebach“. Schon 1249 wurde das Kloster jedoch vor die Tore der 1233/1234 vom hessischen Landgrafen Konrad von Thüringen gegründeten Stadt Frankenberg verlegt, an die Stelle der Wüstung Hadebrandsdorf.
Im Jahre 2000 beging der Ort mit einer Festwoche seine 1150-Jahr-Feier.

### Hessische Gebietsreform
Am 31. Dezember 1970 wurde die bis dahin selbständige Gemeinde Schreufa im Zuge der Gebietsreform in Hessen auf freiwilliger Basis in die Stadt Frankenberg (Eder) (damalige Schreibweise Frankenberg-Eder) eingegliedert. Für den Ort Schreufa wurde, wie für die übrigen Stadtteile, ein Ortsbezirk mit Ortsbeirat und Ortsvorsteher nach der Hessischen Gemeindeordnung eingerichtet.

### Bevölkerung
Einwohnerentwicklung
 Quelle: Historisches Ortslexikon
- 1577: 14 Hausgesesse
- 1747: 34 Haushaltungen

| Schreufa: Einwohnerzahlen von 1834 bis 2016 | Schreufa: Einwohnerzahlen von 1834 bis 2016 | Schreufa: Einwohnerzahlen von 1834 bis 2016 | Schreufa: Einwohnerzahlen von 1834 bis 2016 | Schreufa: Einwohnerzahlen von 1834 bis 2016 |
| --- | ------------------------------------------- | ------------------------------------------- | ------------------------------------------- | ------------------------------------------- |
| Jahr |                                             |                                             |                                             | Einwohner                                   |
| 1834 | 1834                                        |                                             | 382                                         | 382                                         |
| 1840 | 1840                                        |                                             | 337                                         | 337                                         |
| 1846 | 1846                                        |                                             | 386                                         | 386                                         |
| 1852 | 1852                                        |                                             | 367                                         | 367                                         |
| 1858 | 1858                                        |                                             | 327                                         | 327                                         |
| 1864 | 1864                                        |                                             | 334                                         | 334                                         |
| 1871 | 1871                                        |                                             | 311                                         | 311                                         |
| 1875 | 1875                                        |                                             | 298                                         | 298                                         |
| 1885 | 1885                                        |                                             | 307                                         | 307                                         |
| 1895 | 1895                                        |                                             | 304                                         | 304                                         |
| 1905 | 1905                                        |                                             | 299                                         | 299                                         |
| 1910 | 1910                                        |                                             | 300                                         | 300                                         |
| 1925 | 1925                                        |                                             | 326                                         | 326                                         |
| 1939 | 1939                                        |                                             | 361                                         | 361                                         |
| 1946 | 1946                                        |                                             | 554                                         | 554                                         |
| 1950 | 1950                                        |                                             | 574                                         | 574                                         |
| 1956 | 1956                                        |                                             | 526                                         | 526                                         |
| 1961 | 1961                                        |                                             | 518                                         | 518                                         |
| 1967 | 1967                                        |                                             | 554                                         | 554                                         |
| 1980 | 1980                                        |                                             | ?                                           | ?                                           |
| 1991 | 1991                                        |                                             | 1.205                                       | 1.205                                       |
| 2005 | 2005                                        |                                             | 1.215                                       | 1.215                                       |
| 2011 | 2011                                        |                                             | 1.155                                       | 1.155                                       |
| 2016 | 2016                                        |                                             | 1.170                                       | 1.170                                       |
| Datenquelle: Historisches Gemeindeverzeichnis für Hessen: Die Bevölkerung der Gemeinden 1834 bis 1967. Wiesbaden: Hessisches Statistisches Landesamt, 1968. Weitere Quellen: ; Stadt Frankenberg (Eder):; Zensus 2011 |                                             |                                             |                                             |                                             |

Religionszugehörigkeit
 Quelle: Historisches Ortslexikon
| • 1895: | 307 evangelische (= 100 %) Einwohner                              |
| • 1961: | 464 evangelische (= 89,58 %), 47 katholische (= 9,07 %) Einwohner |

## Politik
Der Ortsbezirk Schreufa besteht aus dem Gebiet der ehemaligen Gemeinde Schreufa.
Der Ortsbeirat besteht aus sieben Mitgliedern. Seit den Kommunalwahlen 2016 gehören ihm sieben fraktionslose  Mitglieder an. Ortsvorsteher ist Stefan Müller.

## Kultur und Sehenswürdigkeiten

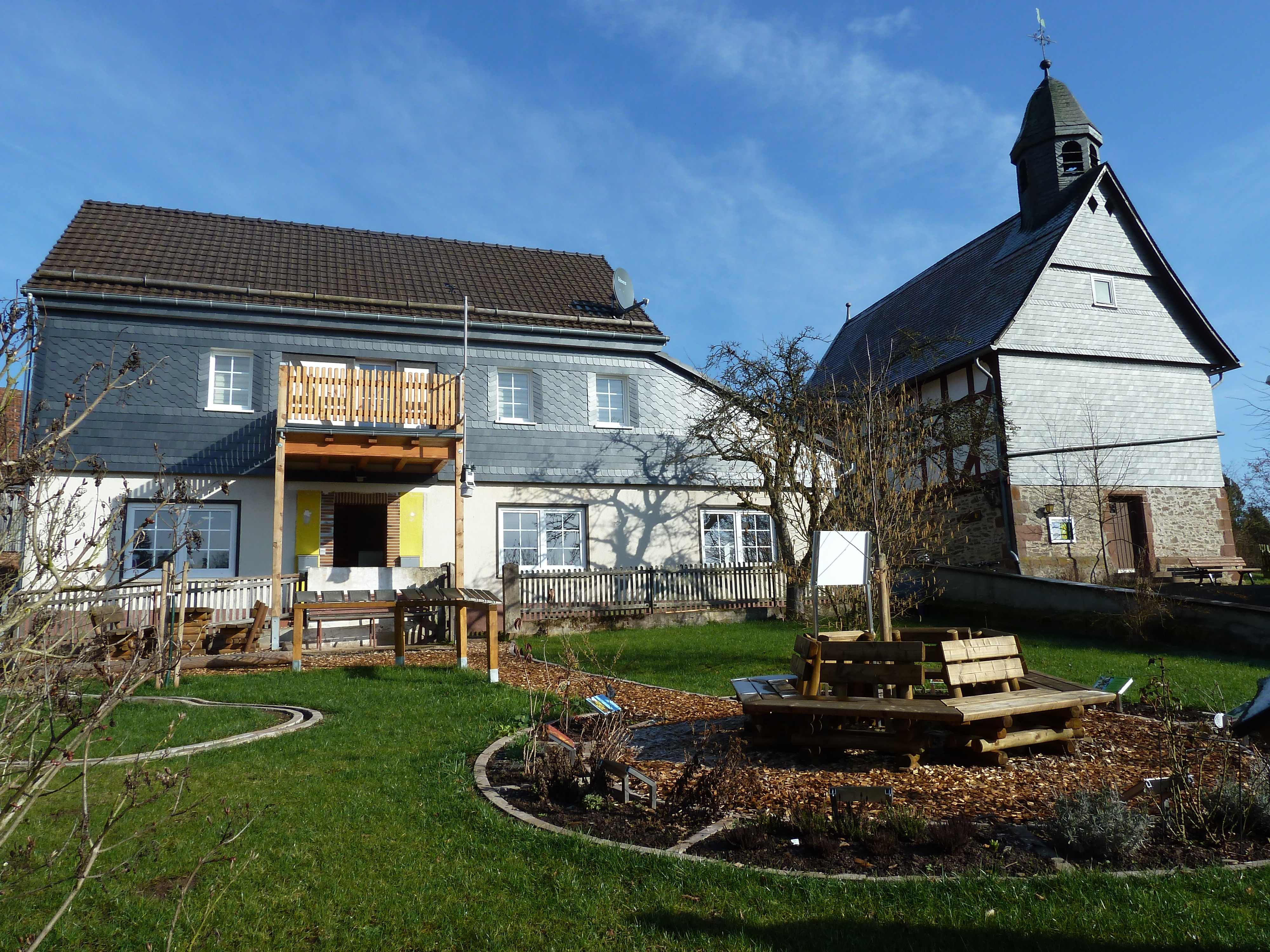
Wettermuseum "Alte Schule" und Fachwerkkirche Schreufa

### Alte Schule
Die alte Dorfschule in Schreufa wurde in ehrenamtlicher Arbeit saniert und zum "Wettermuseum Alte Schule Schreufa" und Dorftreffpunkt für kulturelle Veranstaltungen umgestaltet. Das Museum zeigt Erinnerungsstücke an Conrad Liese, der in der ersten Hälfte des 20. Jahrhunderts Lehrer in Schreufa war und sich sehr darum bemühte, Elemente der Wetterkunde in den Schulunterricht einzubeziehen. Im Jahr 2016 wurde das Museum eröffnet.

### Vereine
In Schreufa sorgt die Freiwillige Feuerwehr für den Brandschutz und die allgemeine Hilfe. Im sportlichen Bereich besteht ein 1925 als TSV 1925 Viermünden gegründeter und 1977 in „TSV Viermünden/Schreufa e. V.“ umbenannter Sportverein. Ferner besteht ein Landfrauenverein. Der Männergesangverein fusionierte im Januar 2015 mit dem MGV Frankenberg zur „Liedertafel Frankenberg 1902/Schreufa 1875“. Des Weiteren existiert ein Schützenverein, der seine Schießanlage in der Gaststätte zur Mühle hat. In der jüngsten Vergangenheit gegründet wurden der Elternverein „Nuhne-Gänse“ und die Theatergruppe "GanS anders" Schreufa.

## Verkehr
Der Haltepunkt Schreufa lag außerhalb des Ortes an der Bahnstrecke Korbach-Marburg. Inzwischen ist er nicht mehr in Betrieb. Nächstgelegene Station ist Frankenberg-Goßberg.